# Mary Ann Martin
Mary Ann Martin (Londres, 5 de julho de 1817 — Londres, 2 de janeiro de 1884) foi uma líder comunitária, professora e escritora neozelandesa.